# Pagode (Wilhelmshöhe)

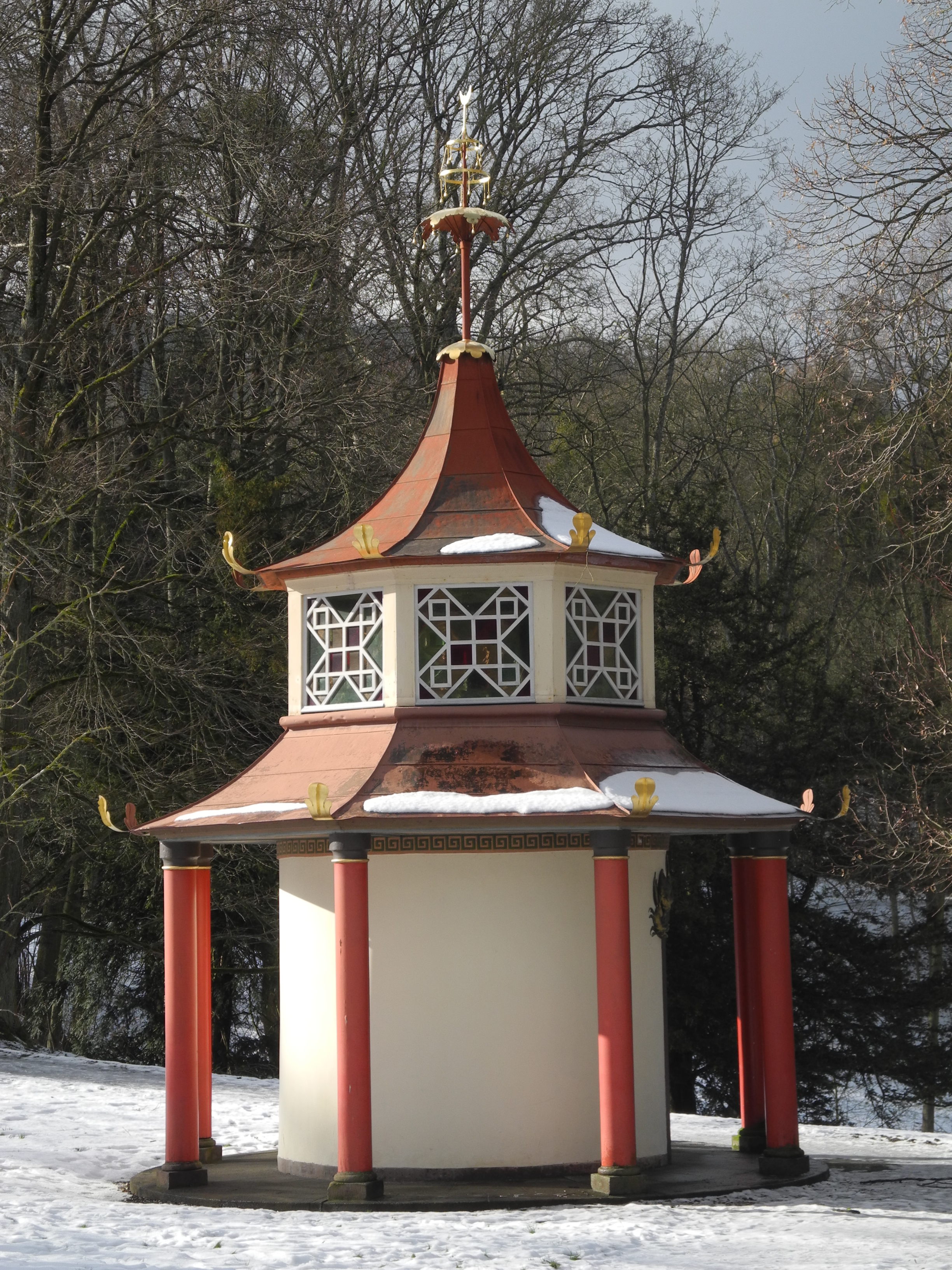
Pagode im Bergpark Wilhelmshöhe

Die Pagode ist ein Pavillon im chinesischen Stil im Bergpark Wilhelmshöhe in Kassel. Sie wurde um 1781 als Mittelpunkt des „chinesischen Dorfs Mou-lang“ erbaut. Als Staffagebau des Bergparks gehört sie seit 2013 zum UNESCO-Weltkulturerbe des Landschaftsparks.

## Lage
Das Dorf Mou-lang (heute: Mulang) erstreckte sich am südöstlichen Rand des Bergparks beiderseits der Mulangstraße. Die Pagode befindet sich unterhalb der heutigen Durchgangsstraße zwischen dem Küchenpavillon und einem einstöckigen Chausseehaus (Haus Nr. 4). Oberhalb der Pagode erhob sich die ehemalige Windmühle, die den Abschluss des Ensembles bildete.

## Geschichte
Das „chinesische Dorf“ Mou-lang wurde ab 1781 unter Landgraf Friedrich II. erbaut. Die Bücher von William Chambers über chinesische Bau- und Gartenkunst zählen zum historischen Bestand der Schloßbibliothek. Landgraf Wilhelm IX. (seit 1803 Kurfürst Wilhelm I.) ließ 1791 das Dorf im klassizistischen Stil erneuern. Die Pagode blieb jedoch als exotisches Bauwerk erhalten. Unter seinem Nachfolger erhielt der chinesische Tempel 1826 einen neuen Anstrich.
Karl Paetow bezeichnete diesen 1928 als eines der reizvollsten Gebäude auf Wilhelmshöhe. 1933 wurde die Innenausmalung des Bauwerks durch den Maler Wilhelm Blaue stark verändert und neu gestaltet. Nach Ende des Zweiten Weltkriegs entstanden besonders im Innenraum Schäden durch Vandalismus. Mitte der 1950er Jahre fand eine Renovierung des Äußeren statt. Die Schäden im Innenraum wurden erst 2007 beseitigt. Im Spätjahr 2018 soll die Figur des sogenannten Buddha der Zukunft durch Künstlerhand wiederhergestellt werden. Die beiden letzten Maßnahmen wurden besonders durch eine Vereinsinitiative gefördert.

## Beschreibung
Während Pagoden mehrgeschossig sind, ist dieses Bauwerk eingeschossig und entspricht einem Tholos – einem Rundbau mit Säulenumgang. Die Gestaltung hält sich eng an einen Musterentwurf für einen Speisehaus (Banquetting House) des Engländers Charles Over (Ornamental architecture in the Gothic, Chinese and modern Taste [...]) von 1758. Der Rundbau zeigt acht hölzerne Säulen, die früher von Bändern umwunden, marmoriert und heute einfarbig in Rot gestaltet sind. Der Umgang und die Dachlaterne haben geschwungene Zeltdächer. Der Baukörper hat nur eine Tür, die sich nach Norden öffnet und war um 1825/1826 durch aufgemalte Pilaster und eine durchlaufende Balustrade strukturiert. Sein Licht erhält das Bauwerk durch die farbig verglaste Laterne, deren Fenster durch Sprossen in geometrischen Formen unterteilt sind.
Die innere und äußere Ausgestaltung stammt vom Bildhauer Ludwig Daniel Heyd. Eine Beschreibung des Inneren erfolgte 1791.
Die in den 1950ern erfolgte Bekrönung der Dachspitze mit einem goldenen „Schellenbaum“, der kleine Glöckchen trägt, entspricht nicht dem Originalentwurf, sondern dem Entwurf für eine Voliere.